# Бюро національної безпеки Польщі

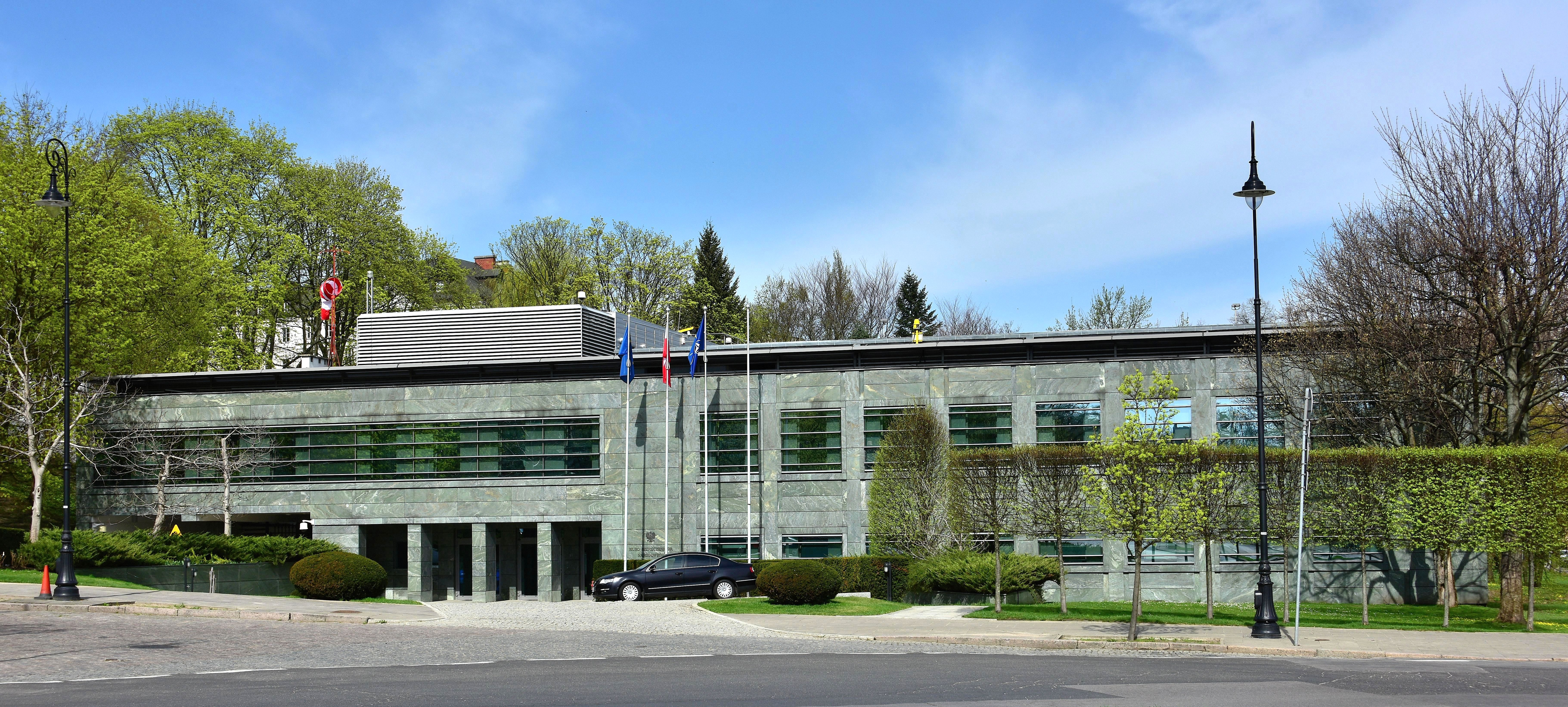
Будівля бюро у Варшаві

Бюро національної безпеки Польщі (пол. Biuro Bezpieczeństwa Narodowego, BBN) — польське урядове відомство, в повноваження якого входить виконання доручень президента Польщі з питань національної безпеки. Голова Бюро національної безпеки (пол. Szef Biura Bezpieczeństwa Narodowego) підзвітний президенту Польщі.
Бюро є змістовною та організаційною базою (функція секретаріату) Ради національної безпеки. BBN також стежить за проектами, що впливають на безпеку та оборону держави.

## Історія
Бюро було утворено 31 січня 1991 року.

## Глави відомства
- Єжи Мілевські (1991–1994)
- Генрик Горишевскі (1994–1995)
- Єжи Мілевські (1996–1997)
- Марек Сівець (1997–2004)
- Тадеуш Балахович (2004–2005)
- Єжи Бар (2005)
- Ришард Лукасік (2005–2006)
- Анджей Урбанські (2006)
- Владислав Стасяк (2006–2007)
- Роман Полько (2007)
- Владислав Стасяк (2007–2009)
- Александер Щиґло (2009–2010)
- Станіслав Козей (2010–2015)
- Павел Солох (з 2015)